# Daniela Alvarado
Daniela Alvarado (Caracas, 23 de outubro de 1981) é uma atriz venezuelana.

## Filmografia

### Televisão
| Year | Title                                              | Role                      |
| ---- | -------------------------------------------------- | ------------------------- |
| 2017 | Para verte mejor                                   | Daniela                   |
| 2015 | A puro corazón                                     | Professora                |
| 2012 | Mi ex me tiene ganas                               | Pilar La Roca             |
| 2009 | Un esposo para Estela                              | Estela Morales            |
| 2006 | Voltea pa' que te enamores                         | Dileidy María López       |
| 2006 | Mujer de mundo                                     |                           |
| 2005 | Se solicita príncipe azul (Wanted Prince Charming) | María Corina Palmieri     |
| 2003 | La Invasora                                        | Mariana del Carmen Guerra |
| 2002 | Juana la virgen (Juana the Virgin)                 | Juana Pérez               |
| 2000 | Angelica pecado                                    | Angélica Rodríguez        |
| 2000 | Mariú                                              | Maria Eugenia Sampedro    |
| 1999 | Mujercitas                                         | Jo                        |
| 1997 | A todo corazón                                     | Melissa                   |
| 1997 | María de los Ángeles                               |                           |
| 1996 | La Inolvidable                                     | Virginia Calcaño          |
| 1995 | Amores de fin de siglo                             |                           |
| 1993 | El Paseo de la gracia de Dios                      |                           |
| 1992 | Divina obsesión                                    |                           |
| 1991 | La mujer prohibida                                 | Martica Gallardo          |
| 1989 | La Revancha                                        | Gabriela                  |

### Filmes
- Macu, la mujer del policía (1987)
- La Isla de Los Tigritos, (1993) (TV)
- La Primera Vez, (1997)
- Punto y raya, (2004)
- 13 segundos (2007)
- Una abuela virgen (2007)
- El enemigo (2008)
- Taita Boves (2010)
- Azul y No Tan Rosa (2012)